# Vida (jogos eletrônicos)

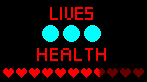
Um personagem genérico com um total de três vidas, indicado como esferas de luz azul. O personagem perdeu 3,5 dos 11 pontos de vida - perder todos custaria uma vida.

Em video games, se um personagem de jogador perde todos os seus pontos de saúde, ele perde uma vida. Perder todas as suas vidas é usualmente uma condição de perda e pode forçar o jogador a começar novamente. É comum em jogos de ação cada jogador ter múltiplas vidas e chances de ganhar mais delas durante o jogo. Desta forma, um jogador pode recuperar-se de uma falha catastrófica. RPGs e jogos de aventura usualmente dão ao jogador somente uma vida, mas permitem-no recarregar um jogo salvo. Uma vida pode similarmente ser definida como o período entre o início e o fim da jogatina de qualquer personagem, da criação à destruição.